# Fluorid jodný
Fluorid jodný je anorganická sloučenina se vzorcem IF, patří mezi interhalogeny. Jedná se o čokoládově hnědou pevnou látku, která se již při 0 °C pomalu rozkládá na elementární jod a fluorid jodičný:
5 IF → 2 I2 + IF5.
Molekulární vlastnosti mohou být zjištěny spektroskopicky: délka vazby je 190,9 pm a Gibbsova volná energie má hodnotu 117,6 kJ/mol. (ionizační energie a standardní slučovací entalpie viz infobox)

## Příprava
Fluorid jodný se může připravit například přímým slučováním prvků v prostředí trichlorfluormethanu při −45 °C:
I2 + F2 → 2 IF.
Dalším způsobem přípravy IF je reakce jodu s trifluoridem jodným při −78 °C v trichlorfluormethanu:
I2 + IF3 → 3 IF.
Reakce jodu s fluoridem stříbrným při 0 °C také vytváří fluorid jodný:
I2 + AgF → IF + AgI.

## Podobné sloučeniny
- fluorid joditý
- fluorid jodičný
- fluorid jodistý